# Krajowa Rada Winiarstwa i Miodosytnictwa
Krajowa Rada Winiarstwa i Miodosytnictwa – organizacja zrzeszająca producentów win, miodów pitnych i importerów oraz innych przedsiębiorców związanych z rynkiem winiarskim. Reprezentuje interesy branży wobec władz administracyjnych, samorządowych i społecznych. W roku 2016 zawiesiła działalność.
Głównym celem działalności KRWiM jest współuczestnictwo w rozwiązywaniu problemów technicznych, organizacyjnych i ekonomicznych łączących się z działalnością i rozwojem winiarstwa w Polsce oraz współpraca w tym zakresie z organizacjami krajowymi i zagranicznymi.
Od początku swej działalności organizuje Ogólnopolski Konkurs Win, Miodów Pitnych i Napojów Winiarskich oraz kursy winiarskie podnoszące kwalifikacje pracowników branży.
Krajowa Rada Winiarstwa i Miodosytnictwa została powołana w 1991 r. Działa przy Stowarzyszeniu Naukowo – Technicznym Inżynierów i Techników Przemysłu Spożywczego, wchodzi w skład Rady Gospodarki Żywnościowej. Jest organizacją dobrowolną, samorządną i samofinansującą się. W 2012 r. organizacja zmieniła nazwę na Polska Rada Winiarstwa. W styczniu 2016 r. działalność Rady przy Stowarzyszeniu Naukowo–Technicznym Inżynierów i Techników Przemysłu Spożywczego została zawieszona. Interesy polskiej branży winiarskiej reprezentuje Związek Pracodawców Polska Rada Winiarstwa.